# سدم صغير الثمار
السُدم صغير الثمار (باللاتينية: Sedum microcarpum) نوع نباتي يتبع جنس السدم من الفصيلة المخلدية.

## الموئل والانتشار
موطنه بلاد الشام.

## مرادفات للاسم العلمي
- (باللاتينية: Crassula microcarpa Sm.)
- (باللاتينية: Crassula microcarpa Sm.)
- (باللاتينية: Telmissa microcarpa (Sm.) Boiss.)